# For Freedom (1918)
For Freedom is een Amerikaanse dramafilm uit 1918 onder regie van Frank Lloyd.

## Verhaal
De zakenman Robert Wayne wordt opgelicht door zijn rivaal Howard Stratton. Hij mist een aandeelhoudersvergadering en verliest daardoor de controle over zijn bedrijf. Tijdens een gevecht komt Stratton om het leven. Wayne wordt veroordeeld tot een gevangenisstraf. Na zijn vrijlating gaat hij aan het front vechten in de Eerste Wereldoorlog. Hij wordt er verliefd op de ziekenzuster Mary Fenton en keert als een oorlogsheld terug naar de Verenigde Staten.

## Rolverdeling
| Acteur           | Personage       |
| ---------------- | --------------- |
| William Farnum   | Robert Wayne    |
| Coit Albertson   | Herbert Osborne |
| Rubye De Remer   | Mary Fenton     |
| Anna Lehr        | Edith Osborne   |
| J. Herbert Frank | Howard Stratton |
| G. Raymond Nye   | Bill Harris     |
| John Slavin      | Weazel          |
| Marc B. Robbins  | David Sterling  |